# 陶磁器産地一覧
陶磁器産地一覧（とうじきせいさんちいちらん）は、世界中の主な陶磁器の産地（やメーカー）の一覧。

## 日本の陶磁器生産

### 日本の主な陶磁器企業（ブランド）
- 愛知
  - ナルミ - 名古屋市（本社）
  - ノリタケ - 名古屋市（本社）
  - 三郷陶器 - 愛知県尾張旭市（本社）
- 神奈川
  - 大倉陶園 - 横浜市（本社）
- 石川
  - ニッコー - 石川県白山市（本社）
- 京都
  - たち吉 - 京都市（本社）
- 佐賀、有田
  - 香蘭社 - 佐賀県西松浦郡有田町（本社）
  - 深川製磁 - 佐賀県西松浦郡有田町（本社）
- 長崎
  - 白山陶器 - 長崎県東彼杵郡波佐見（本社）

## アジアの主な陶磁器産地
- 中華人民共和国
  - 河北省磁県（磁州窯）
  - 河北省曲陽県（定窯）
  - 河北省唐山市（唐山窯）
  - 山東省淄博市（淄博窯）
  - 江蘇省宜興市（宜興窯）
  - 江西省景徳鎮市（景徳鎮窯）
  - 浙江省余姚市（越窯）
  - 浙江省竜泉市（龍泉窯）
  - 福建省徳化県（徳化窯）
  - 広東省仏山市（石湾窯）
  - 広東省潮州市（潮州窯）
- 台湾 新北市鶯歌区（鶯歌窯）

- 大韓民国（韓国）
  - 京畿道利川市
  - 京畿道広州市

- ベトナム バッチャン（安南）
- タイ王国
  - セラドン
  - ベンジャロン
  - スワンカローク

- インド
  - en:Morbi

- イラン
  - サーヴェ(en:Saveh)
  - レイ(Rey)
  - カシャーン(en:Kashan)

- トルコ
  - キュタフヤ
  - アバノス
  - イズニック

## ヨーロッパの主な陶磁器ブランド
- デンマーク ロイヤルコペンハーゲン（Royal Copenhagen）
- オランダ
  - モサ（MOSA）
  - ロイヤル・ティヒラー・マッカム
  - ロイヤルデルフト（Delft）
- イギリス
  - ウェッジウッド（Wedgewood）
  - エインズレイ（Aynsley）
  - コールポート（Coalport）
  - シェリー
  - スージークーパー
  - スポード（Spode）
  - タスカン
  - パラゴン
  - ミントン（Minton）
  - ロイヤルアルバート
  - ロイヤルウースター（Royal Worcester）
  - ロイヤルクラウンダービー（Royal Crown Derby）
  - ロイヤルドルトン（Royal Doulton）
  - リーチ工房（Leach Pottery）
  - ポートメリオン（Portmeirion）
  - ロイヤルクリームウェア（Royal Creamware）
  - デンビー（Denby）
- ドイツ
  - S.P. ドレスデン
  - カーラ
  - ニュンヘンブルク磁器工房
  - ビレロイ&ボッホ（Villeroy&Boch）
  - フッチェンロイター（Hutschenreuther）
  - ヘキスト陶磁器工房（Höchst, Höchster Porzellanmanufaktur）
  - ベルリン王立磁器製陶所（KPM Berlin）
  - マイセン（Meißen）
  - ルードヴィクスブルク
  - リンドナー
  - ローゼンタール
- オーストリア
  - 磁器工房アウガルテン（Augarten）
  - グムンデン
  - ウィーン窯
- フランス
  - アヴィランド（Haviland）
  - アピルコ
  - カンペール(アンリオ・カンペール)
  - ジアン
  - セーヴル
  - ベルナルド（Bernardaud）
  - リモージュ
  - レイノー
  - ジョルジュ・ボワイエ
  - ジャメ・セニョール
  - ジャン・ルイ・コケー
  - ジュヌビエーヴ・レチュ
  - オーバンマリー
  - ヴァロリス
  - フィリップ・デズリエ
  - ロワイヤルリモージュ（Royale dr Rimoges）
- ポルトガル ビスタアレグレ
- スペイン リヤドロ（Lladro）
- イタリア
  - ヴィルジニアカーサ（Virginia Casa）
  - カレカ
  - トニャーナ（Tognana）
  - リチャードジノリ（Richard-Ginori）
- スイス ランゲンタール（Langenthal）

- チェコ
  - ショドフ（Chodov）
  - ドゥビー
  - カールスバード（Karlsbad）
  - ドゥフツォフ
  - ブジェゾヴァー（ピルケンハンマー）
- ハンガリー
  - ジョルナイ
  - ヘレンド（Herend）
  - ホロハーザ

- スウェーデン ロールストランド（Rörstrand）
- ノルウェー ポルスグルンド（Porsgrund）
- フィンランド アラビア（Arabia）
- ロシア、サンクトペテルブルク ロモノソフ磁器工場

## アフリカ
- チュニジア　スラマ陶器、素焼き
- モロッコ　マラテール

## アメリカの主な陶磁器産地
- アメリカ合衆国
  - キャッスルトン（Castleton）
  - ピカード
  - フランクリン・ポーセレイン（Franklin Porcelain）
  - フランシスカン（Franciscan）
  - レノックス（Lenox）
  - ルーク・ウード
  - ダンスク